# ترمني
ترمني هي قرية في مقاطعة أرومية، إيران. يقدر عدد سكانها بـ 164 نسمة بحسب إحصاء 2016.